# Vladimir Damgov
Vladimir Nikolov Damgov (22 novembre 1947 - 20 juin 2006) est un mathématicien, physicien, responsable syndical et homme politique bulgare. Il contribua en particulier aux applications de la théorie du chaos dans le domaine des systèmes mécaniques et radiophysique, et celui des études spatiales.

## Biographie
Vladimir Damgov est né à Sofia en Bulgarie, d'une mère professeure de français et d'un père avocat. Il fit ses études primaires et secondaires à Sofia et au lycée Georgi Benkovski à Teteven, une petite ville de montagne dans la chaîne des Balkans, dont sa famille était originaire. Il commença ses études supérieures à l'Université technique d'État de Moscou où il obtint en 1971 un diplôme en informatique et physique mécanique. Il voulut entreprendre des études de philosophie et se consacrer à l'étude de Bertrand Russell, mais les autorités bulgares lui en refusèrent l'autorisation. 
Il brilla aux échecs et continua ses études à la prestigieuse Université M.V. Lomonossov ( Université d'État de Moscou) où, en 1977, il obtint un diplôme en radiophysique et, la même année, un doctorat en sciences physiques et mathématiques. Il collabora durant plusieurs années à certains des projets d'études spatiales les plus avancés à l'Académie des sciences de Russie. 
En 1992, Vladimir Damgov obtint le titre de docteur ès-sciences à l'Académie bulgare des sciences. Il fut professeur à l'Institut de recherches spatiales de l'Académie bulgare des sciences, dont il dirigea le département de dynamiques spatiales non linéaires. Il fut professeur invité à l'Université de Kyoto, à l'Université de Leeds, à l'Université de Montréal, etc. 17 brevets et plus de 280 publications portent son nom. Il a été membre de l'Académie des sciences de New York. Il a été élu par ses collègues "Savant de l’Année 2000-2001." Il a été membre du comité d'examen des Programmes-cadre pour la recherche et le développement technologique de l'Union européenne, alors que la Bulgarie n'était pas encore membre de l'UE.
Malgré une carrière scientifique remarquable en Union soviétique et en Bulgarie, Vladimir Damgov n'était pas membre du Parti communiste. Après la chute du communisme, il adhéra au Parti socialiste bulgare et devint un responsable du syndicat des scientifiques bulgares (Săjuz na učenite v Bălgarija, Union des scientifiques de Bulgarie), dont il devint vice-président.
En 2005, Vladimir Damgov se présenta aux élections législatives sur la liste du Parti socialiste bulgare dans le district de Loveč et fut élu député au 40e Parlement bulgare (Narodno Săbranie). Durant ses premières semaines comme député, il dirigea une commission multipartite pour enquêter sur les graves incidents de pollution de l'environnement dans la ville de Stara Zagora. Il fut membre des commissions pour l'éducation et la recherche, ainsi que de la commission de défense. Il fut nommé président de la délégation bulgare auprès de l’Union de l'Europe occidentale (cf. Eurofor). En décembre 2005, moins de six mois après son élection, ses médecins diagnostiquèrent une leucémie aiguë. Il mourut à Hanovre, Allemagne le 20 juin 2006, avant qu'une transplantation de cellules souches sanguines ne pût être effectuée à l'hôpital universitaire (Medizinische Hochschule Hannover - MHH). Il fut inhumé le 29 juin à Teteven.

## Œuvres

### Livre
- (en) Nonlinear and Parametric Phenomena - Theory and Applications in Radiophysical and Mechanical Systems - World Scientific (Series on Nonlinear Science) - New Jersey, Londres, Singapour, Pékin, (2004).

### Brevets
- Methods and Devices for Implementation of Low-Noise Wide-Band Negative Resistances, Negative Capacitances and Negative Inductances (Patents of Republic of Bulgaria, no 25959, no 25960, no 25961, no 25971, no 29260 and no 30008).
- Method and Device for Measuring Biological Membranes (Patent of Republic of Bulgaria, no 29993).
- Multielectrode Modulation Device for Measuring the Interplanetary Plasma (Patent of the Republic of Bulgaria no 45821).
- Short-Range Autodyne System (Patent of the Republic of Bulgaria no 45520).
- Short-Range Radar (Patent of the Republic of Bulgaria no 47466).
- One-Band Modulator (Patent of the Republic of Bulgaria no 35731), avec D.V. Stoyanov.
- Linear Reciprocating Electric Motor (Patent of the Republic of Bulgaria no 44194), avec Y.B. Douboshinsky et M.I. Kozakov.
- Microwave Emitter (Patent of the Republic of Bulgaria no 44197), avec D.B. Douboshinsky and Y.B. Douboshinsky.
- Inductive Sensor - Spectrum Analyser (Patent of the Republic of Bulgaria no 30009).

### Articles en anglais publiés dans...
(Liste partielle) 
- Advances in Space Research, Elsevier Publishers, Amsterdam, (1991).
- Earth, Moon and Planets, Springer Verlag, Berlin (1992) avec D. B. Douboshinsky, (1993).
- Aerospace Research in Bulgaria, (1994, 1996, 1997, 1998, 1999).
- Dynamical Systems and Chaos 2, Eds. J. Aizawa, S. Saito, K. Shiraiwa, World Scientific Publishing, Londres (1995).
- Discrete Dynamics in Nature and Society, Hindawi Publishing, New York, Le Caire (1999).
- Chaos, Solitons and Fractals, University of Oxford, Oxford, UK. (2003) (2003) avec Pl. Trenchev et K. Sheiretsky.
- Journal of Theoretical and Applied Mechanics, Sofia, Bulgarie (2000).
- Progress of Theoretical Physics Suppl., Kyoto, Japon (2000).
- Proceedings of the 4th Int. Symposium on Network Theory, Ljubliana, Yugoslavia (1979).
- IEEE Proceedings of Int. Symposium on Circuits and Systems, Rome, Italy (1982).
- Proceedings IX Intern. Conference on Nonlinear Oscillations, Kiev, URSS (1984).
- Proceedings 27th Midwest Symposium on Circuits and Systems, Morgantown, West Virginia, USA (1984) avec D.B. Douboshinsky and Y.B. Douboshinsky.
- Proceedings 5th Intern. Symposium on Network Theory, Sarajevo, Yougoslavie (1984).
- Proceedings of the Xth Conference on Nonlinear Oscillations, Varna, Bulgarie (1984).
- Proceedings 28th Midwest Symposium on Circuits and Systems, Louisville, Kentucky, USA (1985) avec N.D. Birjuk.
- Proceedings 26th Midwest Symposium on Circuits and Systems, Puebla, Mexique (1986) avec N. D. Birjuk.
- Proceedings XI th Int. Conference on Nonlinear Oscillations, Janos Bolayi Mathematical Society, Budapest (1987)
- MTA Sz TAKI Proceedings, Computer and Automation institute, Hungarian Academy of Sciences, 1988
- Proceedings 1989 SBMO Int. Microwave Symposium, Sao Paulo, Brésil (1989).
- Proceedings of Xth Intern. Conference on Noise in Physical Systems, Hungarian Academy of Sciences, Budapest (1990).
- Proceedings University of Bergamo, Bergame, Italie (2002,) (2003) avec E. Spedicato.

### Articles en russe
(Liste partielle) 
- Vestnik of Moscow State University, series Physics-Astronomy, Moscou, (1977).
- Izvestiya VUZ. Radioelektronika, Kazan, URSS, (1983), (1985), (1987).
- Radiotekhnika i Elektronika, Nauka Publ., Moscou, (1984), (1985), (1988).
- Journal of Technical Physics, Varsovie, (1985).
- Radiotechnika, Popov's Russian Technological Society, Moscou, (1985), (1987), (1990), (1993).
- Elektrichestvo, RAN Publ., Moscou, (1988), (1991).
- Elektrotechnika i Elektronika, Sofia, Bulgarie (1985), (1991).
- Comptes-Rendus de l'Académie Bulgare des Sciences, Sofia, (1986), (1986), (1986), (1987), (1987), (1990), (1991), (1991).
- Ukrainian Journal of Physics, Kiev, (1993), (1997).

### Articles en bulgare
(Liste partielle) 
- Bulgarian Journal of Physics, (1977), (1978), (1979).
- Elektropromišlenost i Priproborostroene, (1980), (1981), (1989).
- Comptes rendus de l'Académie bulgare des sciences, Sofia, (1983), (1984), (1985), (1987), (1990), (1990), (1991), (1991), (1991), (1991), (1992), (1993), (1993), (1995), (1996), (1999).
- Technical Ideas, (1995), (2002).
- Proceedings 2d Intern. Conference on Electronic Circuits ICKC, Prague, Tchécoslovaquie, (1979).